# Hugo Félix
Hugo Félix (Viena, (Àustria), 19 de novembre de 1866 - Los Angeles (Estats Units), 24 d'agost de 1934) fou un compositor austríac - estatunidenc d'operetes.
A Viena produí diverses obres famoses com:
- Husarenblut (1894, Viena),
- Das Kätzchen, Rhodope (1900, Berlín),
- Madame Sherry (1902, Berlín),
- The Merveilleuses (1906, Londres),
- Sein Bebe.

Félix després viatjà als Estats Units, on Mme Sherry es trobà amb un èxit rotund (1910). Va romandre als Estats Units per la resta de la seva vida i mori a Los Angeles, Califòrnia, a los seixanta set anys.